# 朱恭訓
朱恭訓（1958年—），生於台灣，中華民國軍情局上校，曾為軍情四處副處長，負責管理在中国大陆的間諜活动。2006年，與組長徐章國至越南執行情報任務時，遭中国大陆情報部門逮捕，後被判處無期徒刑。2015年两岸领导人会面後，海峽兩岸達成換俘協定，朱恭訓與徐章國被釋放回台灣。

## 生平
朱恭訓畢業於中華民國陸軍士官班、情幹班26期。曾被派往英國，後任職軍情局四處副處長。
2006年5月中旬，中华民国军情局接到了一则情报：广西壮族自治区国家安全厅的一名科长级人员“有意投效”，对方为表示诚意，通过潜伏人员向台湾传递了三条情报，并提出要亲自见面洽谈。军情局立即对该三条情报进行评估分析，最终确定情报的可信度“极高”。为表重视，军情局指令距离广西最近的越南情报站朱恭训、徐章国二人前往大陆，与这名“义士”接头。5月29日，朱恭训、徐章国受命前往广西接头。二人分乘越南人驾驶的两轮摩托车走便道偷越国境进入广西，待二人来到约定接头地点，当场被设伏的国安人员抓获。（台湾方面称是大陆情报人员“越境绑架”，進入越南邊境城市芒街抓捕兩人，並帶至廣西壯族自治區境內進行審問）朱恭训、徐章国被捕后，军情局的东南亚情报网络彻底停摆，只得通过台北驻河内经贸代表处函请越南方面协助，遭到已读不回。6月18日，时任军情局少将副局长欧降龙专程由台北飞赴河内，恳请越方进行协助，又遭到越南方面拒绝。直至当年年底，军情局才通过种种线索，确认朱、徐二人被关押在广西南宁。
2009年，廣西壮族自治区高级人民法院以間謀罪名判處兩人無期徒刑，入广西南宁监狱服刑。2011年，兩人被減刑為有期徒刑18年。
2015年習馬會後，10月2日，中华民国法务部矫正署批准了“大陆情报人员”李志豪的假释。次日，被关押16年，已年届七十的李志豪从台北桃园机场搭乘长荣航空班机直飞香港。同月13日上午，朱恭训、徐章国接到通知，二人获得“假释”，准予释放。当日下午，二人从广西南宁搭乘南航CZ3045航班落地台北桃园机场。，回台後核定退休。12月30日，獲甲種弼亮一星獎章。

## 家庭
其妻周國珍，曾任軍情局二處副處長，負責中國大陸情報研析。在朱恭訓被捕後，其妻為至大陸探視他，辦理退役，轉任文職，每两个月都定期探监。